# Nicolae Bonciocat
Nicolae Bonciocat (Cluj-Napoca, 13 aprile 1898 – 22 marzo 1967) è stato un calciatore rumeno, di ruolo attaccante.

## Carriera

### Club
Ha sempre giocato nel campionato rumeno.

### Nazionale
Ha rappresentato la Nazionale rumena in occasione delle Olimpiadi del 1924.